# 瓦里兹-沃东库尔
瓦里兹-沃东库尔（法語：Varize-Vaudoncourt，法語發音：[vaʁiz vodɔ̃kuʁ]；2015年之前名为瓦里兹 (Varize)）是法国摩泽尔省的一个市镇，属于福尔巴克-布莱摩泽尔区。

## 地理
1973年，市镇沃东库尔（Vaudoncourt）并入瓦里兹（Varize），后者一直维持原名未更名，直至2015年才更名为“瓦里兹-沃东库尔”（Varize-Vaudoncourt）。
瓦里兹-沃东库尔（49°8'5"N, 6°27'29"E）面积13.87 平方千米，位于法国大東部大區摩泽尔省，该省份为法国东北部内陆省份，是洛林的一部分，西南接默尔特-摩泽尔省，东临下莱茵省，北与卢森堡和德国接壤。
与瓦里兹-沃东库尔接壤的市镇（或旧市镇、城区）包括：巴奈、尼德河畔比永维尔、布鲁克、孔代-诺尔滕、库尔塞勒绍西、埃尔斯特罗夫、迈兹鲁瓦、拉维尔、塞尔维尼莱拉维尔。
瓦里兹-沃东库尔的时区为UTC+01:00、UTC+02:00（夏令时）。

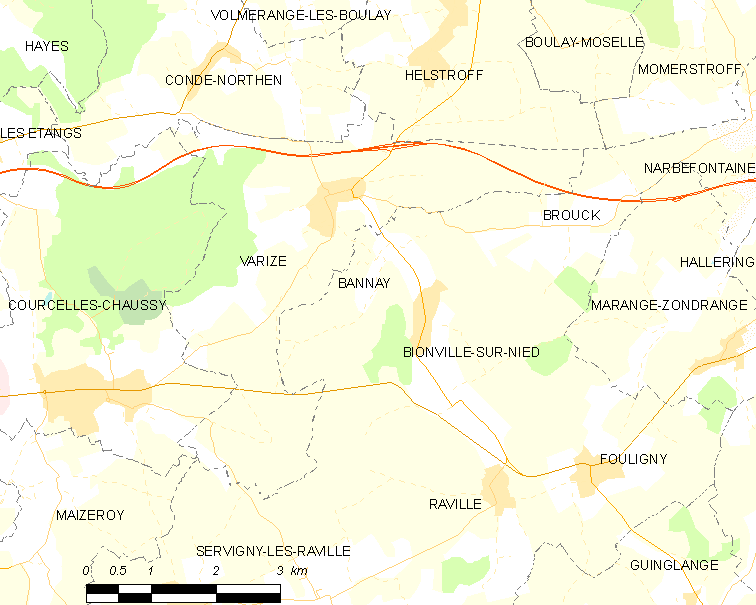
瓦里兹-沃东库尔的OSM定位图

## 行政
瓦里兹-沃东库尔的邮政编码为57220，INSEE市镇编码为57695。

## 政治
瓦里兹-沃东库尔所属的省级选区为布莱摩泽尔县。

## 人口

1962-2008年间瓦里兹-沃东库尔人口变化图示

瓦里兹-沃东库尔于2022年1月1日时的人口数量为501人。